# Route maritime

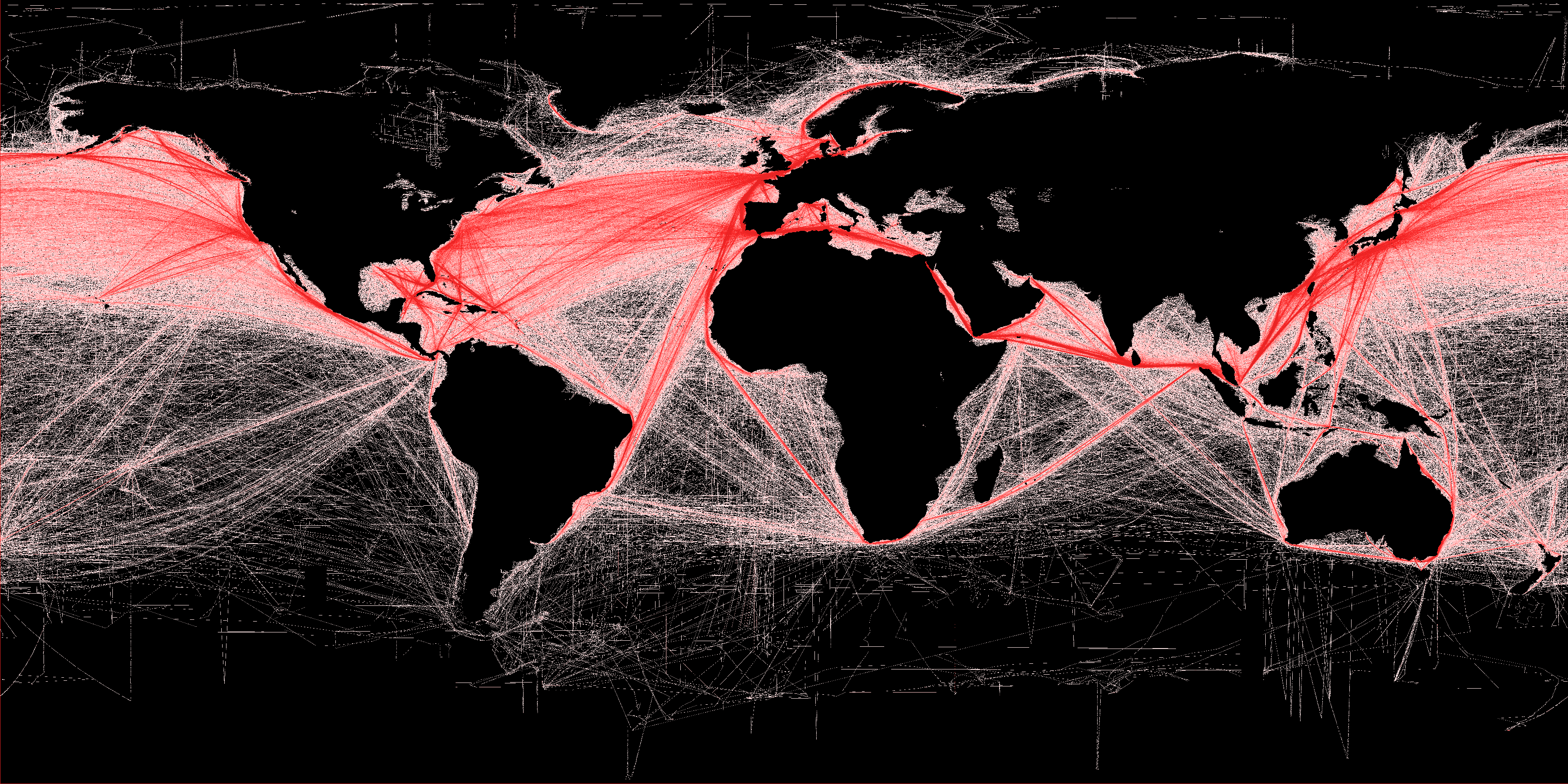
Carte des « routes »commerciales dans l'océan mondial, montrant notamment la concentration du trafic dans l'hémisphère nord ainsi que des secteurs déserts.

Une route maritime est un itinéraire régulièrement suivi par des navires assurant le transport maritime à longue distance. 

## Description
Les principales routes maritimes ne sont pas matérialisées à la manière des routes sur terre, mais sont souvent cartographiées, à différentes échelles. Leur tracé émerge et évolue pour répondre à diverses contraintes : météorologie, géographie des côtes, relief marin, infrastructures portuaires, sécurité, facteurs politiques ou régime des points de passage. Au fur et à mesure du développement des technologies maritimes et de la cartographie, les routes sont devenues plus rectilignes en s'éloignant des côtes.
Les routes maritimes les plus importantes sont celles vouées au transport à longue distance des matières premières. La route des Indes compte parmi les plus importantes routes de l'histoire. 
Le passage du Nord-Ouest relie l'océan Atlantique et l'océan Pacifique par le Nord canadien. La route maritime du nord ou passage du Nord-Est relie l'océan Atlantique et l'océan Pacifique en longeant la côte nord de la Sibérie.